# Каныгин, Владимир Александрович
Владимир Александрович Каныгин (19 сентября 1948, Южно-Сахалинск — 27 апреля 1990, Люберцы) — советский тяжелоатлет, чемпион СССР (1971), чемпион мира (1971), участник Олимпийских игр (1972). Заслуженный мастер спорта СССР (1971).

## Биография
Родился 19 сентября 1948 года в Южно-Сахалинске. Вскоре после рождения вместе с матерью переехал в Благовещенск, где в 1967—1973 годах занимался тяжёлой атлетикой под руководством Бориса Галанина.
В 1971 году выиграл чемпионат СССР, проходивший в рамках V Спартакиады народов СССР, вошёл в состав сборной СССР на чемпионате мира в Лиме и завоевал золотую медаль этих соревнований. В 1972 году был включён в число участников Олимпийских игр в Мюнхене, однако не смог выступить на олимпийском турнире столь же успешно. Показав лучший результат в жиме, не реализовал ни одной попытки в рывке и получил нулевую оценку.
В 1973 году переехал в подмосковный город Люберцы. С 1975 года преподавал в Московском областном государственном институте физической культуры (МОГИФК). В 1979—1983 годах занимался тренерской деятельностью в Тунисе, после чего вернулся к преподаванию в МОГИФКе.
Умер 27 апреля 1990 года в Люберцах. Похоронен на Ново-Люберецком кладбище.
С 1996 года в Благовещенске ежегодно проводится турнир городов Дальнего Востока по тяжёлой атлетике, посвящённый памяти Владимира Каныгина. Его имя также носит отделение тяжёлой атлетики, открытое в 2017 году на базе детской спортивной школы города Люберцы.